# Fort Lauderdale
Fort Lauderdale [ˌfɔɚt ˈlɔːdɚdeɪl], surnommée la « Venise de l'Amérique », et également surnommée « Laudy » en Amérique, est une ville de l'État de Floride, aux États-Unis, sur la côte atlantique. Elle compte 165 521 habitants (2010). Elle est le siège, la ville la plus peuplée et la ville centrale du comté de Broward, qui compte 1 777 638 habitants. Elle est l'un des centres de l'aire métropolitaine de Miami-Fort Lauderdale-West Palm Beach, la huitième la plus importante aux États-Unis avec 5,5 millions d’habitants. Fort Lauderdale est un centre de villégiature important accueillant plus de 10 millions de touristes.

## Géographie

### Situation, relief et hydrographie

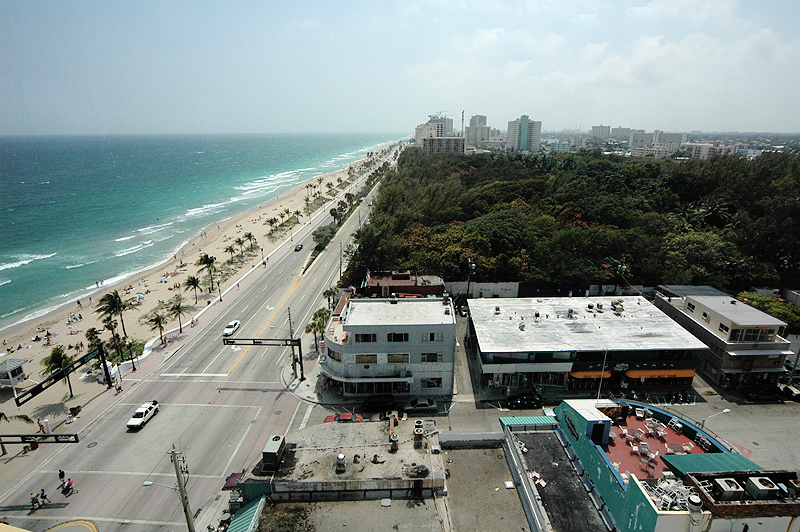
Fort Lauderdale Beach

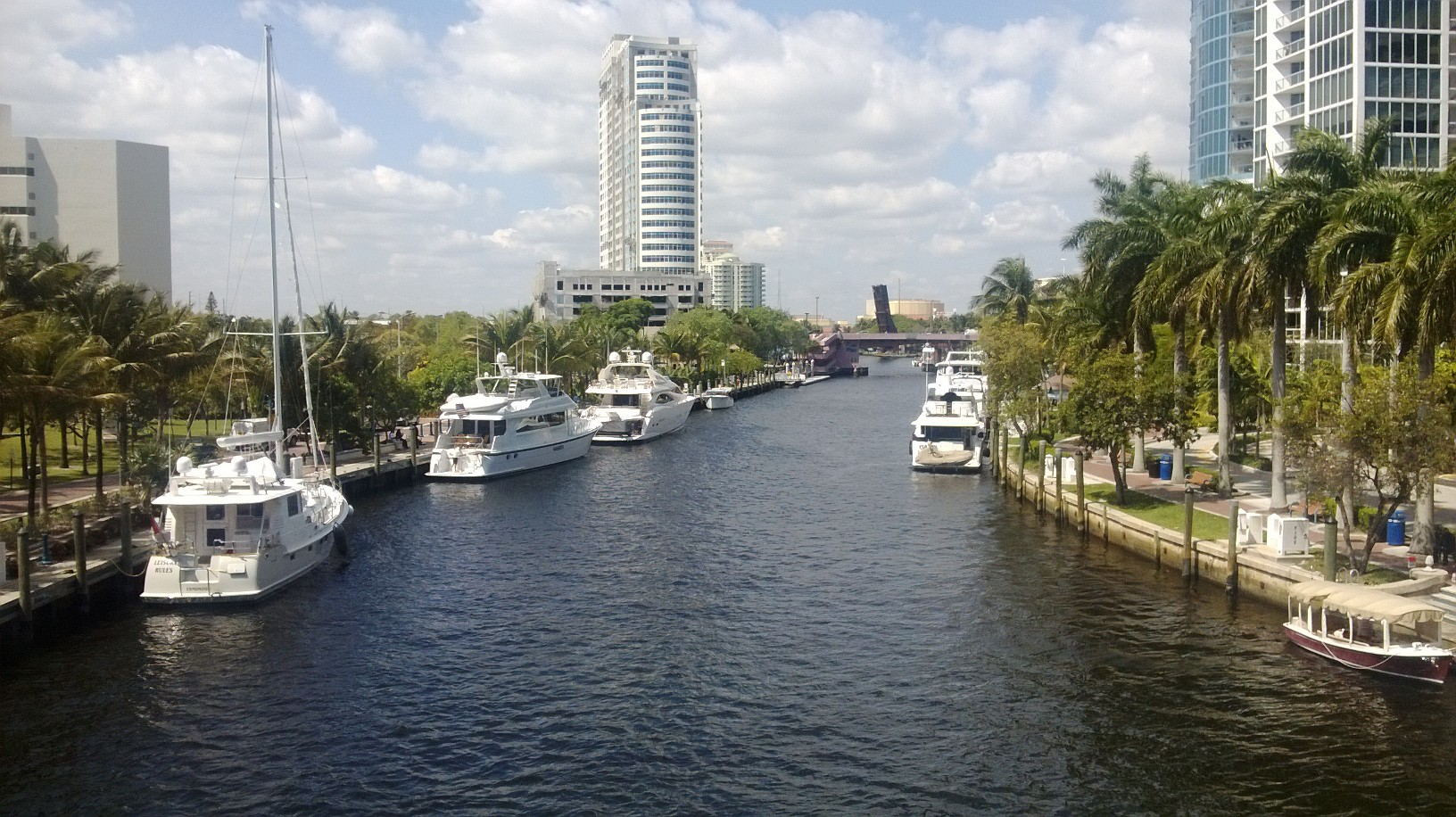
New River

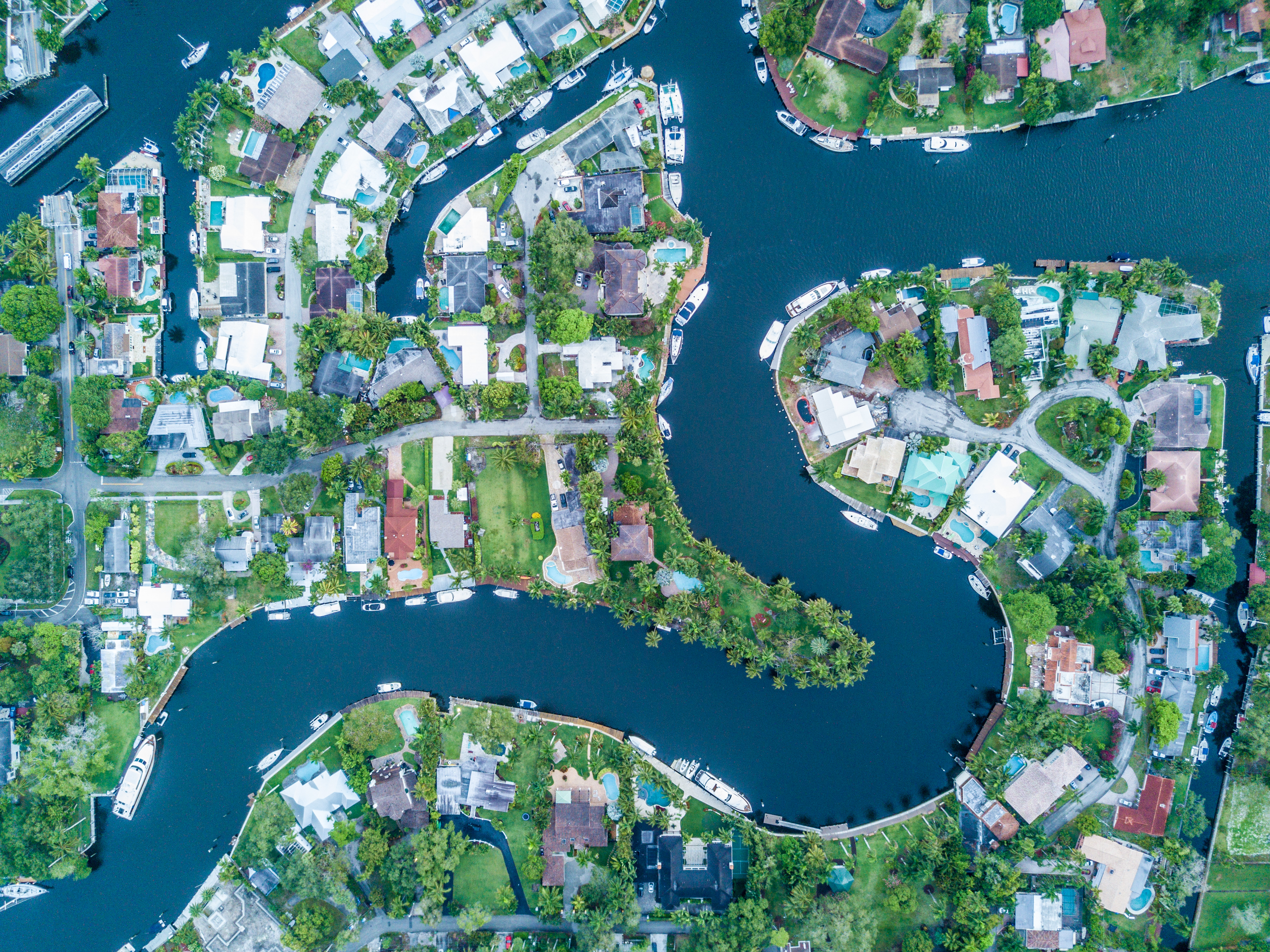
Tarpon River

Fort Lauderdale se situe dans le sud-est de la péninsule de Floride à 47 km au nord de Miami et à 75 km au sud de West Palm Beach (de centre-ville à centre-ville). La ville s’étend sur la bande côtière (Fort Lauderdale Beach) sur environ 11 km et sur la plaine marécageuse littorale à l’ouest du canal intracostal sur près de 8 km. La forme du territoire est irrégulière, avec des municipalités enclavées ou quasi enclavées comme Wilton Manors au centre et Oakland Park au nord. Les municipalités limitrophes sont Dania Beach et Hollywood au sud, Davie au sud-ouest, Plantation, Lauderhill, Lauderdale Lakes et Cooper City à l'ouest, Pompano Beach au nord de même que North Lauderdale et Tamarac au nord-ouest, Sea Ranch Lakes et Lauderdale-by-the-Sea au nord-est. La partie nord-ouest du territoire municipal au-delà de l’autoroute 95 est enclavée par Tamarac à l’ouest et Oakland Park au sud et n’est rattachée au reste de la municipalité que par le canal de Cypress Creek.
Comme tout le sud de la péninsule floridienne, le relief est très plat et l'altitude ne dépasse guère le niveau de la mer. Le territoire est traversé par plus de 400 km de voies d’eau, dont New River (en) et Middle River, ainsi que 250 km de canaux navigables pour la plupart creusés au début du XXe siècle, afin de drainer les marécages originels et de permettre le développement urbain.

### Climat
Fort Lauderdale, comme l'extrémité de la pointe de la Floride au sud du 26e parallèle, jouit d’un climat subtropical, avec des hivers doux et secs et des étés orageux et humides. La température annuelle moyenne est de 24,2 °C. L'ensoleillement est important avec 250 jours et 3 000 heures par année. Les précipitations annuelles sont de l’ordre de 1 630 mm, soit une moyenne mensuelle de 136 mm. C’est pendant les mois d’été qu’elles sont les plus abondantes bien qu’il pleuve pendant tous les mois de l’année. Pendant l'été, de mai à octobre, les températures moyennes maximales sont de l'ordre de 30 à 32 °C et les moyennes minimales de 22 à 24 °C, avec plus de 90 jours de pluie et d’orages subits et forts, principalement en début de journée et en fin d’après-midi. Les hivers, de novembre à avril, sont doux et secs avec des températures moyennes maximales de 24 à 28 °C et des moyennes minimales de 15 à 19 °C. Des fronts froids peuvent à l’occasion faire baisser le thermomètre et les températures peuvent descendre jusqu’à 3 °C pendant la nuit. Pendant ces épisodes de froid, typiquement de décembre à février, la température s'élève entre 10 et 15°C en milieu de journée. Ces périodes de froid ne durent en général que quelques jours et restent assez rares.
| Mois                              | jan. | fév. | mars | avril | mai   | juin  | jui.  | août  | sep.  | oct.  | nov.  | déc. | année   |
| --------------------------------- | ---- | ---- | ---- | ----- | ----- | ----- | ----- | ----- | ----- | ----- | ----- | ---- | ------- |
| Température minimale moyenne (°C) | 15,1 | 15,4 | 17,3 | 19,1  | 21,7  | 23,4  | 24,1  | 24,3  | 23,8  | 22    | 19,4  | 16,5 | 20,2    |
| Température moyenne (°C)          | 19,7 | 20,1 | 21,8 | 23,5  | 25,7  | 27,3  | 28,1  | 28,3  | 27,8  | 26    | 23,4  | 20,8 | 24,4    |
| Température maximale moyenne (°C) | 24,3 | 24,8 | 26,2 | 27,8  | 29,7  | 31,2  | 32,1  | 32,3  | 31,7  | 29,9  | 27,4  | 25,1 | 28,5    |
| Précipitations (mm)               | 74,7 | 68,6 | 71,1 | 99,3  | 160,8 | 254,3 | 170,2 | 174,8 | 209,8 | 163,6 | 116,1 | 67,3 | 1 630,4 |

Du début juin à fin novembre, les risques d’ouragans sont élevés. Plus récemment Fort Lauderdale a subi les effets des ouragans Katrina et Wilma en 2005 ; de l’ouragan Cleo en 1964, de l’ouragan King en 1950 et de celui de 1947.

## Urbanisme

### Occupation du territoire

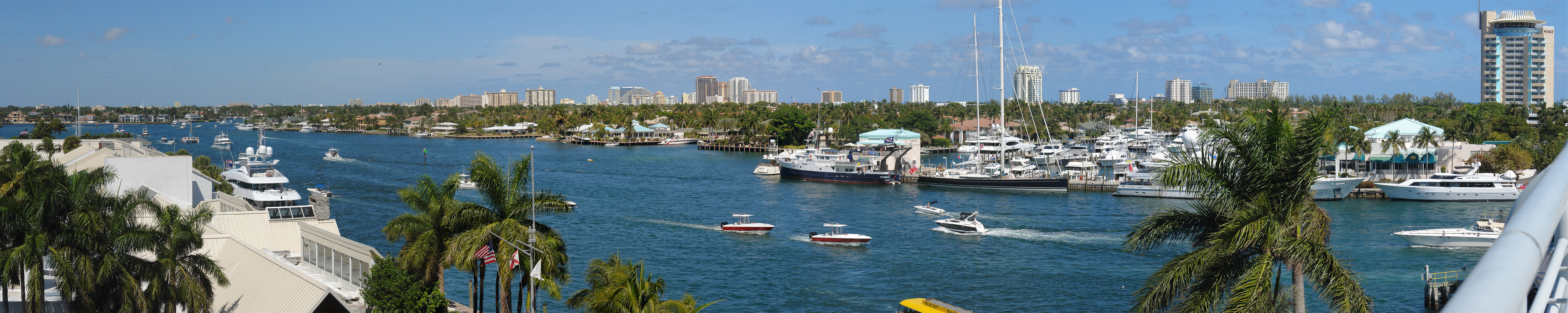
Havre de Fort Lauderdale

Fort Lauderdale compte près de 400 ha de parcs publics et d’espaces verts.

### Transport

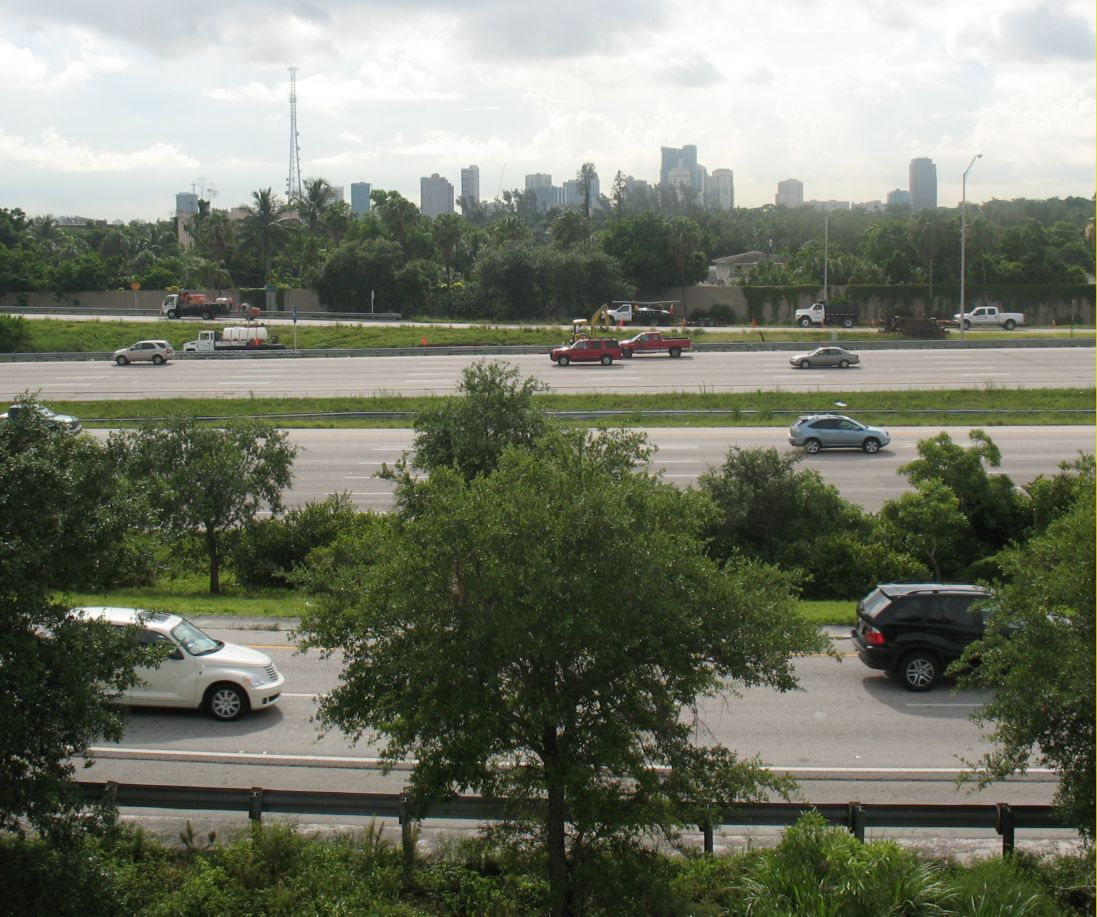
Interstate 95 à Fort Lauderdale

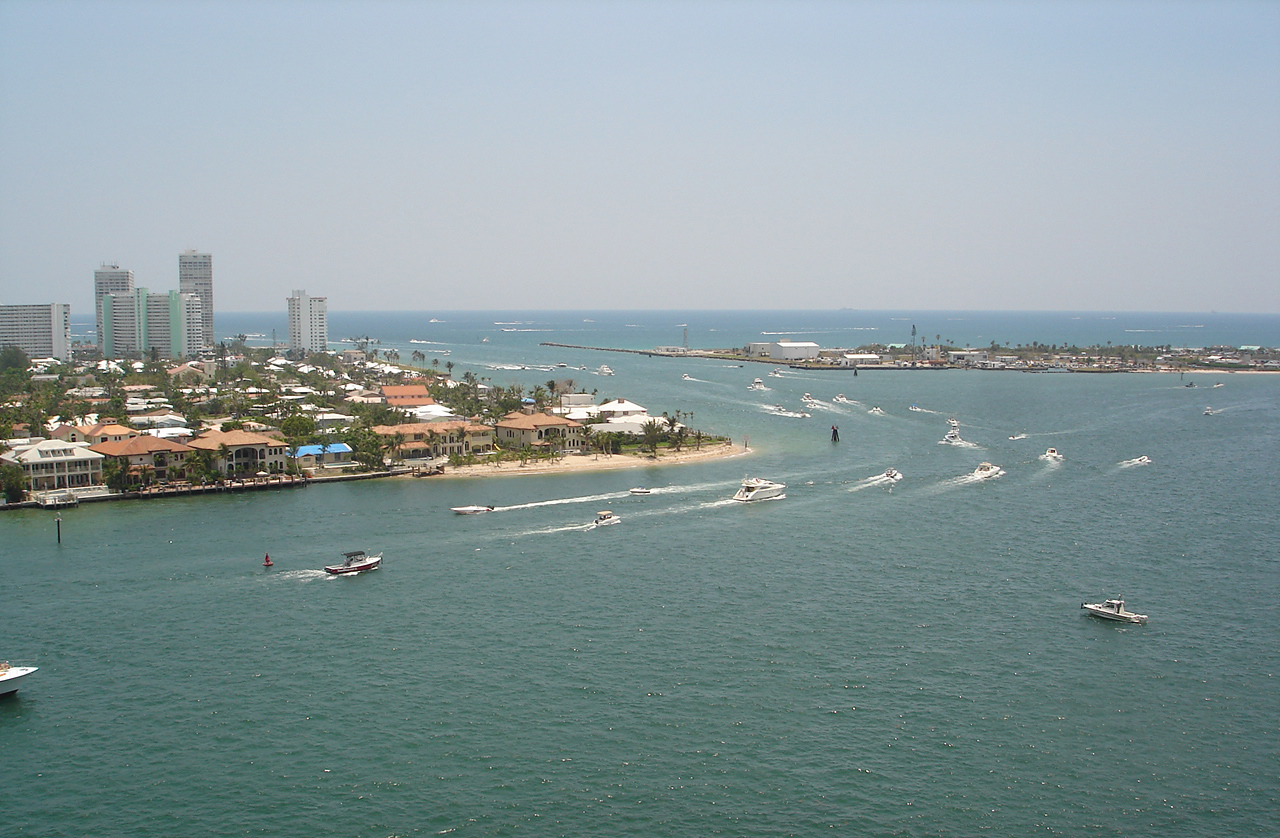
Port Everglades

Interstate 95 en Floride, Florida State Road A1A
Le Broward County Transit (en) (BCT) exploite un réseau d’autobus dans tout le comté avec interconnexion avec les réseaux de l’agglomération de Miami au sud et de West Palm Beach au nord. Un service de train régional appelé Tri-Rail reliant l’aéroport international de Miami au sud à Mangonia Park au nord de Palm Beach complète le système de transport public. En outre, trois autres sociétés de chemin de fer assurent un service marchandise ou voyageurs pour Fort Lauderdale :
- La FEC ou Florida East Coast Railway – service marchandise
- La CSX – service marchandise
- Amtrak – La Société Nationale des Transports Ferroviaires de Voyageurs

Fort Lauderdale est aussi desservi par l’autoroute 95 et ses bretelles (autoroute 595) et la route fédérale no 1 traverse la ville du nord au sud.
Le transport maritime est centré sur Port Everglades, le troisième plus important port de croisière aux États-Unis avec 3,69 millions de passagers en 2012. C’est aussi un important terminal pour le transports par conteneurs et un important terminal pétrolier recevant plus du cinquième du pétrole consommé en Floride.
L’aéroport international de Fort Lauderdale-Hollywood, situé sur le territoire de la municipalité voisine de Dania Beach est l’un des aéroports qui connaît une croissance des plus rapides aux États-Unis (24,3 millions de passagers en 2011). La présence de compagnies aériennes à bas prix dites « Low-Cost » comme Spirit Airlines, JetBlue and Southwest Airlines attirent une clientèle qui autrement utiliserait l’aéroport voisin de Miami. La croissance du trafic aérien est aussi due à un nombre accru de liaisons vers les Caraïbes et l’Amérique latine. Fort Lauderdale bénéficie en outre de la présence des aéroports de Miami à 42 km au sud et de West Palm Beach à 80 km au nord.

## Histoire

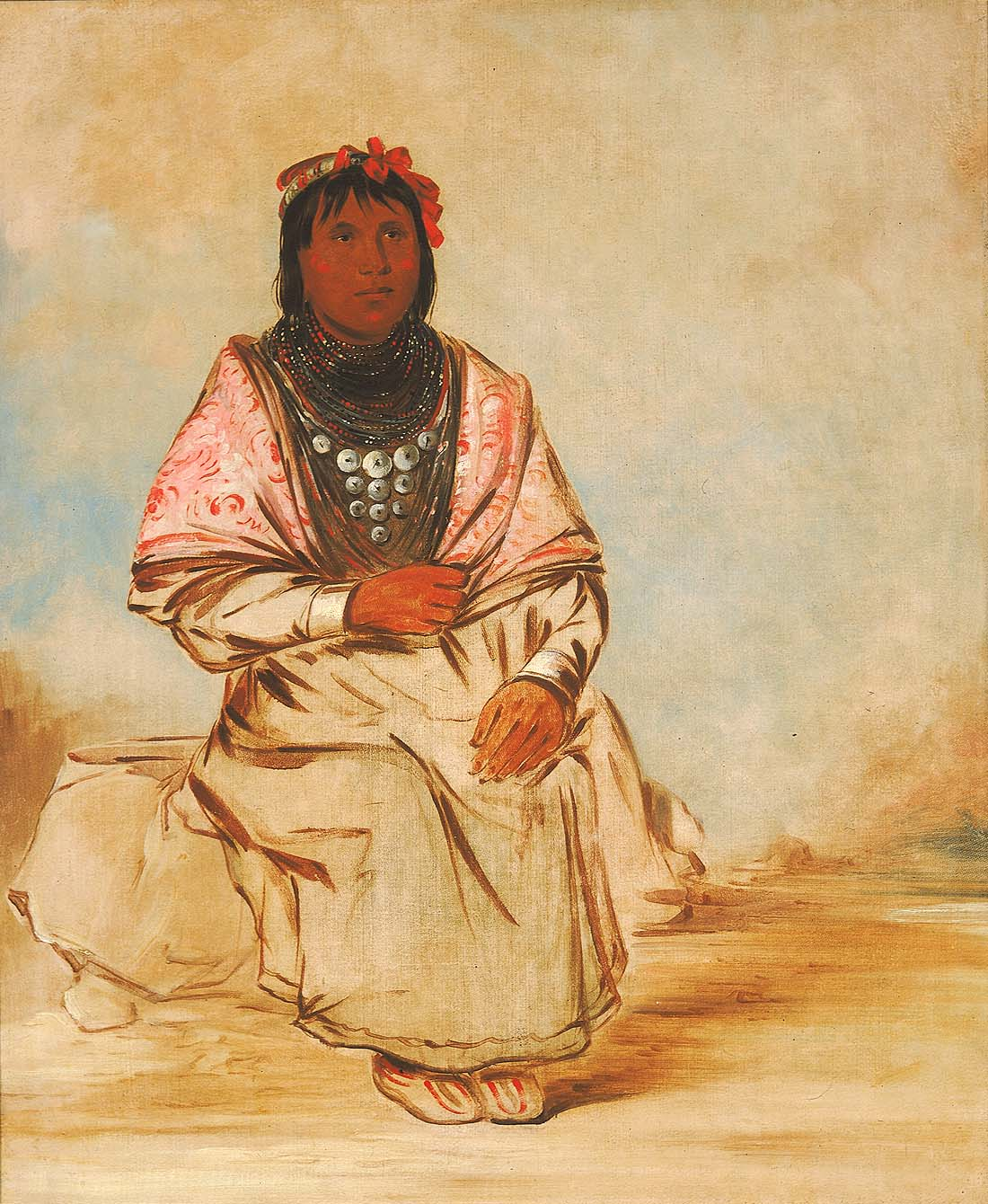
Femme Seminole (George Catlin, 1834)

L’endroit est peuplé à l’origine par les Tequesta qui l’occupent pendant un millier d’années avant que des explorateurs espagnols ne reconnaissent la région au milieu du XVIe siècle. À leur contact, et de par les nombreux conflits avec leurs voisins au sud, les Calusa, les Tequesta déclinent et leur disparition survient en moins de 200 ans. Quand la Floride passe sous contrôle britannique en 1763 aux termes du traité de Paris, ils ne sont plus qu'un très petit nombre et sont déportés vers Cuba. Malgré les changements de souveraineté entre Espagnols, Britanniques, et Américains sudistes ou nordistes, la région demeure peu développée et connue sous le nom de New River Settlement jusqu’au début du XXe siècle.
Dans les années 1830, quelque 70 colons s'installent aux abords de la New River. L'un des colons, William Cooley, fermier, commerce avec les Séminoles. Ceux-ci attaquent sa ferme le 6 janvier 1836 lors de la Seconde guerre séminole. Les autres fermes ne sont pas attaquées mais les colons abandonnent l'établissement pour se réinstaller au phare de Cape Florida puis à Key West. Le gouvernement américain installe alors une série de forts dont le premier, en 1838, près de ce qui est aujourd’hui le centre-ville de Fort Lauderdale sur la New River. Ce premier fort, qui n'est qu'une simple palissade, est érigé par un détachement de 50 soldats sous le commandement du major William Lauderdale, qui lui donne ainsi son nom. Le second fort est construit dans le coude de Tarpon sur la New River entre les quartiers actuels de Colee Hammock et de Rio Vista et le troisième à la marina de Bahia Mar. Les forts sont abandonnés en 1842, soit à la fin des hostilités, et la zone reste pratiquement déserte jusqu’à la fin du XIXe siècle.

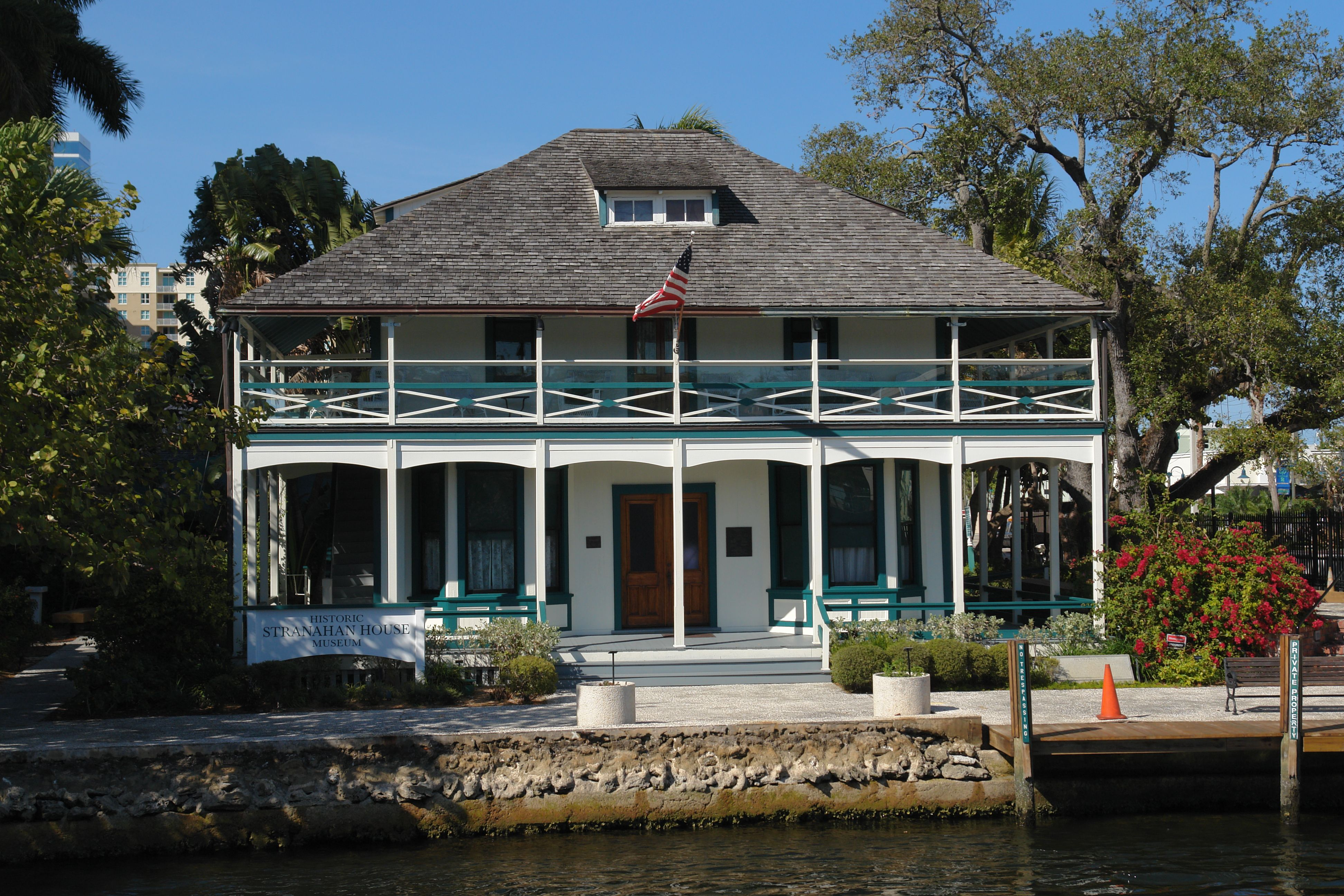
Maison Stranahan, construite en 1901.

En 1893, Frank Stranahan exploite un service de traversier sur la New River et en 1896, le chemin de fer de la compagnie Florida East Coast Railway construit par Henry Morrison Flagler permet le développement de la localité. En 1910, l'établissement compte 336 habitants. La Ville de Fort Lauderdale est officiellement créée en 1911 et en 1915 devient le chef-lieu du comté de Broward nouvellement institué. En 1920, la municipalité compte une population de 2 257 habitants.
La ville connaît un premier essor lors de l’expansion économique des années 1920, soutenu par une spéculation foncière effrénée, la Bulle immobilière des années 1920 en Floride. L’essor subit un coup de frein brutal après l’ouragan de 1926 qui dévaste la région de Miami et la Grande Dépression qui suit à partir de 1930. Lors de l’entrée en guerre des États-Unis en 1942, Fort Lauderdale devient un centre d’entraînement pour le personnel de l’Aéronavale américaine et une base importante de la Garde-côte américaine.
À la fin du conflit mondial, le personnel militaire ayant séjourné à Fort Lauderdale y retourne en grand nombre pour s’y installer et la croissance démographique est alors supérieure à celle des années 1920. La population passe de 36 000 habitants en 1950 à 84 000 en 1960 et à 140 000 en 1970.
Après 1970, ce sont surtout les banlieues situées à l’ouest qui se développent alors que la ville de Fort Lauderdale arrive à saturation de son territoire. La population commence à diminuer dans les années 1980 (environ 4 000 habitants de moins entre 1980 et 1990) mais la population officielle de la municipalité augmente de 18 000 nouveaux habitants depuis l’an 2000 en raison de l’annexion de quartiers sans structures municipales jusqu’alors sous la juridiction du comté Aujourd’hui, l’aire métropolitaine de Fort Lauderdale est un des grands pôles touristiques des États-Unis et compte environ 1,8 million d’habitants.

## Démographie
Population totale, 1900-2020

### Composition ethnique
| Groupe            | Fort Lauderdale | Floride | États-Unis |
| ----------------- | --------------- | ------- | ---------- |
| Blancs            | 62,6            | 75,0    | 72,4       |
| Afro-Américains   | 31,0            | 16,0    | 12,6       |
| Autres            | 2,5             | 3,7     | 6,4        |
| Métis             | 2,1             | 2,5     | 2,9        |
| Asiatiques        | 1,5             | 2,4     | 4,8        |
| Amérindiens       | 0,3             | 0,4     | 0,9        |
| Total             | 100             | 100     | 100        |
|                   |                 |         |            |
| Latino-Américains | 13,8            | 22,5    | 16,7       |

Fort Lauderdale a un nombre de résidents d’origine étrangère supérieur à la moyenne américaine dans son ensemble, soit 23,3 % selon l'American Community Survey, pour la période 2011-2015. 20,0 % de la population est née en Amérique centrale et latine et 3,6 % est née en Europe.
En 2010, Fort Lauderdale héberge une importante communauté d’origine haïtienne, celle-ci représentant avec 6,5 % de la population totale de la ville, ainsi que d'importantes populations cubano-américaine (3,1 %), porto-ricaine (2,9 %) et mexicano-américaine (1,6 %).

### Langues
Selon l'American Community Survey, pour la période 2011-2015, 72,35 % de la population âgée de plus de 5 ans déclare parler l'anglais à la maison, 14,23 % déclare parler l'espagnol, 6,23 % un créole français, 1,61 % le français, 1,14 % le portugais, 0,54 % l'allemand et 3,90 % une autre langue.

### Caractéristiques sociales
Au recensement de 2000, il y avait 152 397 habitants, répartis en 68 468 ménages et 33 001 familles. Sur les 68 468 ménages, 19,6 % comptaient des moins de 18 ans, 32,2 % étaient constitués de couples mariés, 11,5 % de femmes seules chefs de famille et 51,8 % de personnes sans relation de parenté. Les personnes seules constituaient 40,3 % des ménages dont 11,7 % étaient âgés de 65 ans ou plus.
La médiane des revenus des ménages était de USD 37 887 et celle des familles de USD 46 175. La médiane pour les hommes était de USD 34 478 contre USD 27 230 pour les femmes. Le revenu moyen par habitant était de USD 27 798. Environ 13,8 % des familles et 17,7 % de l’ensemble de la population se situaient sous le seuil de pauvreté, dont 29,0 % des moins de 18 ans et 11,1 % des plus de 65 ans.
En février 2007, l’agglomération de Fort Lauderdale se classait au deuxième rang aux États-Unis pour le pourcentage d’infections au VIH avec 45,8 ‰, suivi de près par l’agglomération new-yorkaise avec 45,4 ‰.

## Politique
La Ville de Fort Lauderdale est administrée selon le système de gouvernement à gérance municipale où un conseil municipal (City Commission) élu au suffrage universel, détermine la politique administrative et où un directeur général (City Manager) exécute et gère l’administration de la ville. Le conseil se compose de cinq membres, le maire ainsi que quatre commissaires (City Commissioners) représentant chacun un district. Le maire (en) est élu pour trois ans pour un maximum de trois mandats consécutifs depuis la réforme de 1998. Le maire est Jack Seiler (2017), élu pour la première fois en mars 2009, succédant à Jim Naugle (en), élu et réélu pendant six termes consécutifs à partir de 1991.
| Identité                         | Période      | Période      | Durée                     |
| Identité                         | Début        | Fin          | Durée                     |
| -------------------------------- | ------------ | ------------ | ------------------------- |
| Robert O. Cox (en) (1917 - 2013) | 1986         | 1991         | 5 ans                     |
| Jim Naugle (en) (né en 1954)     | 1991         | 17 mars 2009 | 18 ans                    |
| Jack Seiler (en) (né en 1963)    | 17 mars 2009 | 20 mars 2018 | 9 ans et 3 jours          |
| Dean Trantalis (en) (né en 1953) | 20 mars 2018 | En cours     | 7 ans, 3 mois et 22 jours |

## Économie

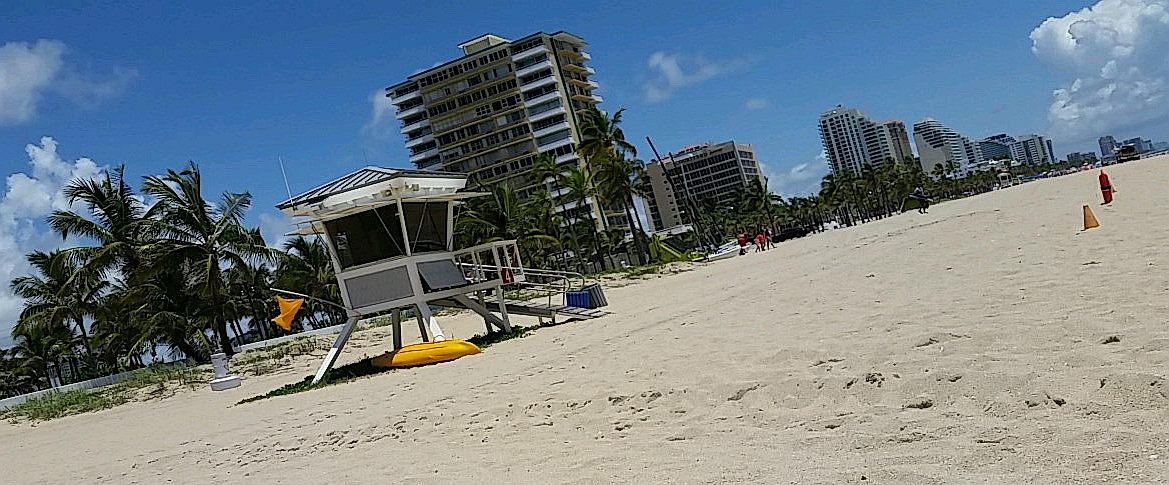
Plage de Fort Lauderdale

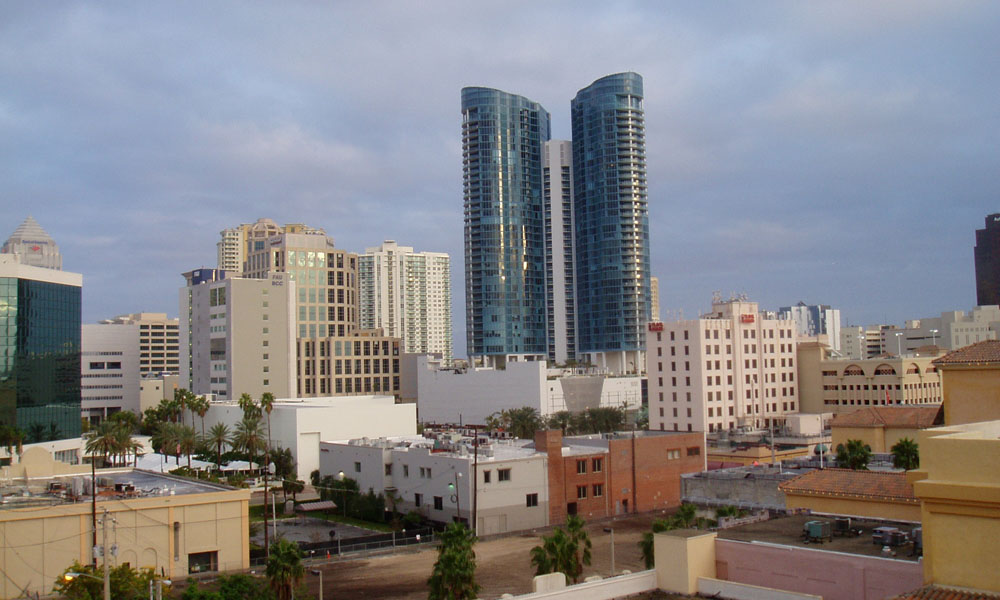
Centre-ville de Fort Lauderdale

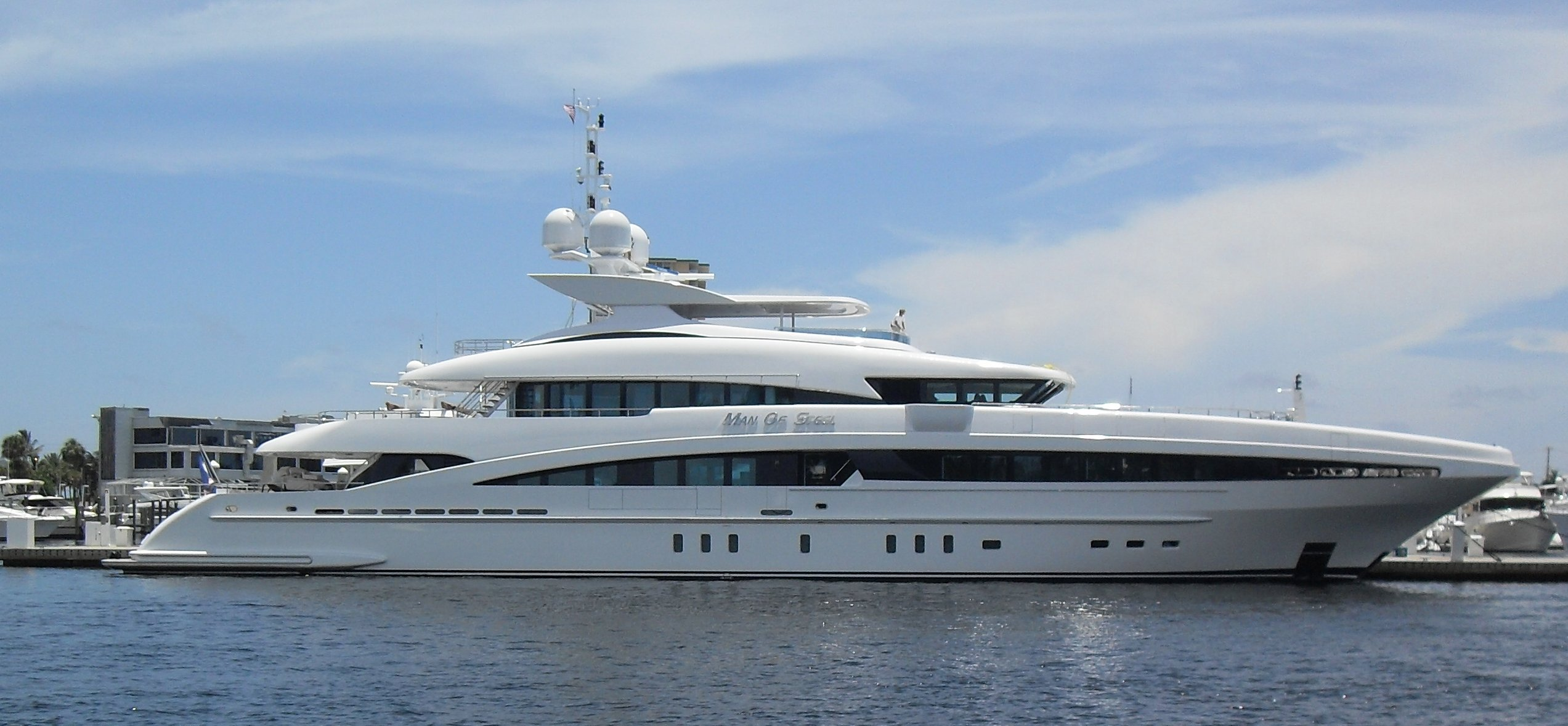
Yacht à Fort Lauderdale

En raison de son climat, de sa plage et de l'activité de plaisance, Fort Lauderdale est une importante destination touristique. La présence de canaux en fait un centre important de nautisme avec plus de 42 000 embarcations au mouillage dans près d’une centaine de ports de plaisance. Son salon nautique international qui a lieu fin octobre chaque année est l'un des plus importants au monde en termes d’étendue (plus de 25 ha) et de transactions. Dès 1940 et jusque dans les années 1980, la ville devint un rendez-vous d’étudiants pendant la semaine de relâche (spring break). Depuis ce sont les navires de croisière et le yachting en général qui représentent la part du lion dans l’apport touristique. La ville a ainsi délaissé un tourisme épisodique de bas de gamme pour un tourisme destiné à une clientèle aisée et constante. Le nautisme génère en outre des activités connexes durant toute l’année. Fort Lauderdale est un centre important de construction et d’entretien de bateaux de plaisance. Ce secteur représente plus de 109 000 emplois dans le comté qui compte plus d’une centaine de facilités pour le mouillage, le remisage et le carénage pour quelque 42 000 embarcations du plus simple voilier au plus grand yacht. La proximité des Bahamas et des Caraïbes en font un lieu de passage et d’escale pour la grande plaisance. Le salon nautique international de Fort Lauderdale, un des plus importants au monde, attire plus de 125 000 visiteurs chaque année.
Fort Lauderdale accueille 12 millions de visiteurs (2012), dont 2,8 millions de touristes étrangers. Le district comporte 561 hôtels et motels comptant environ 35 000 chambres. Quarante-six navires de croisière partent quai de Port Everglades (2012). Le Grand Fort Lauderdale compte plus de 4 000 restaurants, 63 terrains de golf, 12 centres commerciaux, 16 musées, 132 boîtes de nuit, 278 terrains de camping et 100 marinas abritant 45 000 yachts en résidence. Le taux d'occupation des hôtels est de 72,7 % et le prix moyen d'une chambre de 114 $. Les revenus de la Ville de Fort Lauderdale et du Comté de Broward sont de l'ordre de 43,9 millions de dollars (M$) tirés de la taxe de 5 % sur les recettes hôtelières.
Avec son palais des congrès situé près de Port Everglades, juste au sud-est du centre-ville, offrant 55 700 m2 d’espace dont 18 600 m2 pour le hall d’exposition seul, Fort Lauderdale attire un tourisme d’affaires qui représente 30 % environ des 10 millions de touristes qui visitent la ville chaque année. Le tourisme LGBT, attiré par Sebastian Beach et la scène gaie de Wilton Manors, est particulièrement développé à Fort Lauderdale, générant des revenus de 1 milliard de dollars annuellement dans l'économie locale.
Le centre-ville le long de Las Olas Boulevard en particulier a connu une renaissance depuis les années 1990 avec la construction de nouveaux gratte-ciel, d’hôtels de luxe et une recrudescence de boutiques, de restaurants à la mode et de galeries d’art qui attirent un public nombreux.
La crise immobilière a depuis touché l’agglomération de Fort Lauderdale avec une augmentation de 127,4 % des saisies immobilières entre 2006 et 2007, soit une procédure sur 48 ménages et à ce titre Fort Lauderdale se place quatrième sur les dix aires métropolitaines les plus touchées par ce phénomène aux États-Unis pour le seul 3e trimestre de 2007.
Parmi les entreprises d’envergure nationale ou internationale installées dans l’agglomération de Fort Lauderdale, citons :
- AutoNation (en) ; Blockbuster et Waste Management: trois entreprises faisant partie de l’empire de Wayne Huizenga (en)
- Citrix Systems
- DHL
- Spirit Airlines
- A2C - Air Cost Control
- National Beverage (en)

Parmi les employeurs d’envergure, on peut citer :
- Tenet Healthcare avec 5 000 employés
- American Express avec 4 200 employés
- The Continental Group avec 3 900 employés
- Motorola avec 3 000 employés[43]

## Culture
Bien que voué au tourisme, Fort Lauderdale possède néanmoins une vie culturelle de qualité soutenue par un mécénat local florissant. Le centre de l’activité culturelle se trouve dans la partie ouest du centre-ville dans le prolongement de Las Olas Boulevard. Le Broward Center for the Performing Arts (en) ou BCPA est un complexe de deux salles de spectacles (Au-Rene Theater avec 2 700 places et Amaturo Theater avec 590 places) et d’une salle à vocation mixte (Abdo New River Room avec de 300 à 500 places suivant l’usage – banquets, cabaret, conférences, etc.). La saison d’hiver offre un choix de ballets, d’opéras par le Florida Grand Opera (en), de comédies musicales et de concerts. Le BCPA gère aussi le Parker Playhouse, un théâtre de 1 100 places situé dans Holiday Park. Face au complexe se trouve le Musée de la Découverte et de la Science (Museum of Discovery and Science (en)) et plus à l’est le Musée des Arts qui accueille les grandes expositions itinérantes. Toujours le long de la New River, le Pavillon Stranahan est le poste de traite original qui fut à l’origine de la ville. Le long de la plage se trouve aussi la Bonnet House (en), un domaine de 15 hectares ayant appartenu au peintre mondain Frederic Clay Bartlett, apprécié surtout pour son parc qui préserve une végétation autochtone à la Floride méridionale.
Le Stonewall National Museum & Archives cumule une collection de plus de 20 000 livres, 1 000 films en DVD, 60 titres de périodiques et 5 000 artefacts liés à l'histoire et à la culture LGBT.

### Médias
La presse écrite est représentée par deux quotidiens principaux, soit le Sun Sentinel qui couvre les comtés de Broward et de Palm Beach, El Sentinel est la version hebdo en espagnol, et le Miami Herald en édition locale pour le comté de Broward ainsi qu’un quotidien en espagnol, El Nuevo Herald. Il existe aussi plusieurs hebdomadaires (à destinations spécialisées) distribués gratuitement tels que City Link, New Times Broward-Palm Beach, Express Gay News, The 411 Magazine et HOTspots!. Pour les médias audio-visuels (télévision et radio) se référer à Miami.

### Bibliothèque
La bibliothèque du comté de Broward est constituée d'un réseau de bibliothèques publiques dans le comté de Broward ; la bibliothèque principale en est celle de Fort Lauderdale, ouverte en 1974.

## Société
Comme partout ailleurs en Floride et surtout dans le sud de la péninsule, la population de Fort Lauderdale a tendance à augmenter sensiblement pendant les mois d’hiver avec l’arrivée des résidents saisonniers, appelés « snowbirds » car ils quittent le Nord-Est, le Midwest ou le Canada pour échapper aux hivers rugueux.
Fort Lauderdale est un des lieux de villégiature gay les plus fréquentés en Amérique du Nord. En 2006, le site gay PlanetOut (en) donne Fort Lauderdale comme le « meilleur lieu de séjour gay ». Le bureau de tourisme du Comté de Broward développe avec la nombreuse population LGBT locale, concentrée surtout à Wilton Manors et Oakland Park pour attirer la clientèle homosexuelle et offrir un environnement accueillant pour cette communauté. Fort Lauderdale se distingue par la juxtaposition de trois formes urbaines liées à la communauté des lesbiennes, gais, bisexuels et transgenres (LGBT). Le secteur aux abords de la rue Birch et de Fort Lauderdale Beach concentre un grand nombre d'établissements d'hébergement pour la clientèle des visiteurs LGBT qui viennent profiter de la plage, des attraits touristiques et des commerces s'adressant spécifiquement aux LGBT. Une deuxième concentration urbaine, plus importante, se trouve dans les municipalités enclavées de Wilton Manors, un quartier multifonctionnel dense, adjacent au centre-ville, et d'Oakland Park, sa voisine plutôt résidentielle. Ces milieux sont clairement définis et identifiables, connus de la population en général, où la communauté gaie représente une grande partie de la population locale et où elle vaque à ses occupations quotidiennes par des déplacements à pied ou de courts déplacements. Plusieurs autres établissements commerciaux LGBT se trouvent dispersés et une importante population LGBT vit de manière moins concentrée dans différents quartiers de Fort Lauderdale ou sa banlieue.
La ville a aussi encouragé la création d’associations de quartier qui ont chacune une certaine individualité soit de par leur architecture, leur histoire, leur ethnicité ou leur fonction. Il existe ainsi une soixantaine d’associations reconnues par la municipalité et une vingtaine sans reconnaissance officielle bien que signalées sur la carte des quartiers.
Depuis la fin 2014, la ville restreint le droit de nourrir les sans abris. Ce qui a mené à l'arrestation d'un homme de 90 ans et de deux prêtres le 6 novembre 2014,.

### Éducation
Selon le recensement de 2000, 79 % de la population âgée de plus de 25 ans avait un diplôme de l’enseignement secondaire, soit un peu moins que la moyenne nationale de 80,4 %. Avec 27,9 % de diplômés universitaires, Fort Lauderdale dépassait légèrement la moyenne nationale (24,4 %)[réf. nécessaire].
Les établissements d’enseignement primaires et secondaires publics — 23 au total pour Fort Lauderdale — sont administrés par la commission scolaire du comté de Broward, en anglais Broward County Public Schools (en).
Il existe aussi sept établissements d’enseignement supérieur :
- Broward Community College (en)
- City College (Florida) (en)
- Florida Atlantic University - annexe
- Université internationale de Floride - annexe
- Nova Southeastern University - annexe
- The Art Institute of Fort Lauderdale (en)
- Université de Phoenix – Centre de Cypress Creek

### Sport
Fort Lauderdale possède seulement une équipe sportive professionnelle de haut niveau et bénéficie en cela de la proximité de Miami. Les Strikers de Fort Lauderdale de la NASL (2e Échelon) du football association en Amérique du Nord jouent au Lockhart Stadium.
La ville possède aussi un centre aquatique, le International Swimming Hall of Fame, avec deux bassins de natation de 50 mètres sur 23 et un bassin de plongeon de 20 mètres sur 23. Ouvert au public depuis 1965, c'est aussi un lieu d’entraînement apprécié au niveau national et de compétitions internationales.